# توزیع گامای وارونه
در نظریه احتمالات و آمار، توزیع گامای وارونه توزیعی پیوسته و دو پارامتری است که تنها روی متغیرهای با مقدار مثبت تعریف می‌شود. بسیاری از کاربردهای توزیع گامای در مدل سازی بیزی است زمانی که واریانس توزیع نرمال نامعلوم است که به عنوان توزیع پسین حاشیه‌ای ظاهر می‌شود.

## تعریف ریاضی
تعریف ریاضی تابع چگالی احتمال برای این توزیع عبارت است از:
{\displaystyle f(x;\alpha ,\beta )={\frac {\beta ^{\alpha }}{\Gamma (\alpha )}}x^{-\alpha -1}\exp \left(-{\frac {\beta }{x}}\right)}